# Art du métro de Montréal

Plan du réseau du métro de Montréal indiquant les stations possédant des œuvres d'art permanentes (étoiles).

L'art dans le métro de Montréal est présent sous la forme d'une centaine d'œuvres d'art permanentes installées à l’intérieur et aux abords des différentes stations. En 2016, le métro compte des œuvres distribuées dans 55 des 68 stations du réseau.
Lors de la construction du métro, l'ajout d’œuvres d'art grâce au mécénat fut envisagé parallèlement à la volonté que les stations soient architecturalement différentes les unes des autres. Sous la direction artistique du peintre Robert LaPalme et de la mairie, les premières œuvres commandées sont figuratives et portent sur l'histoire de Montréal. Deux œuvres abstraites réussissent tout de même à s'imposer.
Par la suite, avec les prolongements du réseau, le choix des artistes devient dépendant de l'architecte de chaque station et environ 1 % des coûts de construction est réservé à l'art. Les œuvres abstraites se multiplient et la collaboration plus étroite avec les architectes permet quelquefois de les intégrer fonctionnellement aux lieux (murs, bancs, éclairages, rampes, signalisation, etc.).

## Œuvres permanentes
| Station                            | Ligne                | Artiste                                                              | Œuvre                                             | Date       | Matériau                                          | Commentaire | Image                                                      |
| ---------------------------------- | -------------------- | -------------------------------------------------------------------- | ------------------------------------------------- | ---------- | ------------------------------------------------- | --- | ---------------------------------------------------------- |
| Acadie                             | Bleue                | Mercier, Jean                                                        | Murales                                           | 1988       | Acier émaillé                                     | Les murales installées dans les corridors et les escaliers sont composées à partir de photographies de diverses personnes dont celles ayant contribué à la conception de la station.                                                 |                                                            |
| Acadie                             | Bleue                | Météore Design                                                       | Lieu de rendez-vous                               | 1988       | Acier émaillé, acier inoxydable, granit           | La sculpture est une horloge stylisée et offre deux bancs à la base en forme d'aiguilles d'horloge. |                                                            |
| Acadie                             | Bleue                | Morelli, Michel                                                      | Bancs                                             | 1988       | Granit, acier peint                               | L'œuvre consiste en une série de bancs qui s'intègre à l'architecture de la station. Les tubes d’acier rouges rappellent les porte-bagages des anciens tramways.                                                                     |                                                            |
| Assomption                         | Verte                | Montpetit, Guy                                                       | Murales                                           | 1976       | Plastique laminé                                  | Série de murales disposées dans les couloirs, peintes de couleurs vives et évoquant des mécanismes. |                                                            |
| Beaudry                            | Verte                | Thibault, Jacques                                                    | Tubes arc-en-ciel                                 | 1999       | Aluminium peint                                   | Hommage à la communauté LGBT à l’entrée de la station, l’œuvre reprend les couleurs du drapeau arc-en-ciel sur six bandes représentant la vie, la guérison, le soleil, la nature, l'harmonie et l'esprit.                            |                                                            |
| Berri-UQAM                         | Orange, Verte, Jaune | LaPalme, Robert et Lauda, Georges                                    | Plaque commémorative                              | 1966       | Bronze                                            | Plaque commémorative pour l'inauguration du métro de Montréal le 14 octobre 1966. |                                                            |
| Berri-UQAM                         | Orange, Verte, Jaune | Vermette, Claude                                                     | Murales                                           | 1967       | Céramique                                         | Vingt murales aux couleurs évoquant l'automne, disposées sur les quais de la ligne jaune. |                                                            |
| Berri-UQAM                         | Orange, Verte, Jaune | Gaboriau, Pierre et Osterrath, Pierre                                | Hommage aux fondateurs de la ville de Montréal    | 1969       | Verre, époxy, acrylique                           | La verrière est une hommage à Jérôme Le Royer, Jeanne Mance et Paul Chomedey de Maisonneuve et évoque le passé, le présent et le futur de Montréal.                                                                                  | Berri-UQAM Gaboriau & Osterrath Artwork Montreal Metro.jpg |
| Berri-UQAM                         | Orange, Verte, Jaune | LaPalme, Robert                                                      | Tableaux                                          | 1966, 1970 | Huile sur toile                                   | Trois tableaux créés pour l'Expo 67, illustrant la science, la culture et le divertissement. Installés dans le métro en 1970. |                                                            |
| Berri-UQAM                         | Orange, Verte, Jaune | Hunter, Raoul                                                        | Monument à Mère Émilie Gamelin                    | 2000       | Bronze                                            | Statue en l'honneur de la religieuse Émilie Gamelin. |                                                            |
| Berri-UQAM                         | Orange, Verte, Jaune | Dion, Cécile                                                         | Le mur de la paix                                 | 2007       | Aluminium peint                                   | 12 panneaux colorés portent le mot "paix" écrit en 34 langues représentant les communautés les plus importantes de la ville. |                                                            |
| Cadillac                           | Verte                | Cartier, Jean                                                        | Murales                                           | 1976       | Acier émaillé                                     | Murales dans les couloirs d'accès à base de formes ovales et de couleurs chaudes et froides. |                                                            |
| Cartier                            | Orange               | Jarnuszkiewicz, Jacek                                                | L'homme est un roseau pensant 3                   | 2007       | Acier inoxydable                                  | Située à l'extérieur, l'œuvre évoque un mât de navire et sert indirectement de repère pour la station. |                                                            |
| Cartier                            | Orange               | Proulx, Yvon                                                         | Dessins suspendus                                 | 2009       | Acier inoxydable                                  | Trois structures d'acier suspendues au plafond, en forme de dessins libres évoquant des rosaces et des plantes. |                                                            |
| Champ-de-Mars                      | Orange               | Ferron, Marcelle                                                     | Verrière                                          | 1968       | Verre antique                                     | De grandes verrières colorées aux motifs abstraits forment les parois de l'édicule de la station. |                                                            |
| Champ-de-Mars                      | Orange               | Allard, Philippe                                                     | Printemps                                         | 2013       | Peinture                                          | Murale produite par l'organisme MU. Mise en peinture des interstices des murs d'un tunnel d’accès. |                                                            |
| Champ-de-Mars                      | Orange               | Bilodeau, Jacques                                                    | Un solide                                         | 2015       | Laiton et acier                                   | Ensemble de plaques de laiton verticales reflétant la lumière. Hommage à Marcelle Ferron. |                                                            |
| Charlevoix                         | Verte                | Merola, Mario et Osterrath, Pierre                                   | Verrières                                         | 1978       | Verre antique                                     | Deux grandes verrières éclairent l'intérieur de la station. Elles sont constituées de 15 000 pièces de 800 couleurs différentes. |                                                            |
| Côte-des-Neiges                    | Bleue                | Bettinger, Claude                                                    | Verrières                                         | 1988       | Verre antique                                     | Deux verrières formées de faisceaux de lignes colorées. |                                                            |
| Côte-des-Neiges                    | Bleue                | Chaudron, Bernard                                                    | Sculptures                                        | 1988       | Aluminium, bronze                                 | L'œuvre est constituée de trois pyramides et d'une croix en aluminium avec des éléments de bronze imbriqués. |                                                            |
| Côte-Sainte-Catherine              | Orange               | Sauvé, Gilbert                                                       | Murales                                           | 1982       | Béton peint                                       | Il s'agit de huit murales colorées et disposées de manière à assurer une fonction signalétique. |                                                            |
| Côte-Vertu                         | Orange               | Lamontagne, Éric                                                     | Homo Urbanus                                      | 2005       | Verre, acier inoxydable                           | L'œuvre présente 180 petits personnages alignés vus de dos et qui se reflètent sur le verre. |                                                            |
| Côte-Vertu                         | Orange               | Trudeau, Yves                                                        | Relief, négatif positif                           | 1986       | Acier inoxydable                                  | Des plaques d'acier sont disposées sur le mur de la passerelle. Les plis et les différents finis créent des jeux de lumières et de couleurs.                                                                                         |                                                            |
| Crémazie                           | Orange               | Lauda, Georges avec Pannier, Paul et Cordeau, Gérard                 | Le poète dans l’univers                           | 1968       | Céramique, fer forgé                              | Murale en hommage aux poètes Saint-Denys Garneau, Émile Nelligan et Octave Crémazie. Un bas-relief en céramique illustre les planètes du système solaire, les signes du zodiaque et des extraits de poèmes.                          |                                                            |
| De la Concorde                     | Orange               | Gendreau, Yves                                                       | Nos allers-retours                                | 2007       | Acier inoxydable                                  | Situé à l'extérieur, un enchevêtrement de tubes représente les lignes du métro et le déplacement des voyageurs. |                                                            |
| D'Iberville                        | Bleue                | Tardif, Eddy                                                         | Le Pélican                                        | 1986       | Aluminium                                         | Œuvre évoquant Le Pélican, bateau de l'explorateur Pierre LeMoyne d'Iberville. |                                                            |
| De Castelnau                       | Bleue                | Charuest, Jean-Charles                                               | Bas-reliefs                                       | 1986       | Travertin                                         | Série de bas-reliefs illustrant des scènes du marché Jean-Talon. |                                                            |
| De L'Église                        | Verte                | Théberge, Claude                                                     | Bas-reliefs                                       | 1978       | Béton cannelé                                     | Des lignes gravées dans le béton couvrent la station et forment des fresques dynamiques. |                                                            |
| De la Savane                       | Orange               | Lemieux, Maurice                                                     | Calcite                                           | 1984       | Acier inoxydable                                  | Sculpture en acier reflétant les rayons du soleil provenant du puits de lumière situé au-dessus. |                                                            |
| De la Savane                       | Orange               | De Varennes, Guy et Almas, Mathieu                                   | Reliefs                                           | 1984       | Béton cannelé                                     | Incisions de motifs angulaires dans les murs de la station. |                                                            |
| Du Collège                         | Orange               | Bonetto, Gilles                                                      | Colonne ionique                                   | 1984       | Calcaire                                          | L'œuvre est une immense sculpture de style ionique évoquant le classicisme de la station et du collège situé à proximité. |                                                            |
| Du Collège                         | Orange               | Charland Favretti, Lyse et Osterrath, Pierre                         | Verrières                                         | 1984       | Verre antique, verre, résine                      | Série de verrières évoquant différents thèmes comme l'éducation, l'histoire et l'aéronautique. |                                                            |
| Du Collège                         | Orange               | Sandonato, Aurelio                                                   | Murale                                            | 1984       | Terre cuite                                       | Dans la continuité du mur, l'œuvre est composée de blocs de terre cuite, mis en relief par des jeux d'ombre et de lumière. |                                                            |
| Édouard-Montpetit                  | Bleue                | Gauthier, Patrice                                                    | Bancs                                             | 1986       | Béton moulé                                       | Bancs roses. |                                                            |
| Fabre                              | Bleue                | Poliquin, Jean-Noël                                                  | Revêtements muraux                                | 1986       | Béton polymère, acier inoxydable                  | Tout le long de la station, une rampe tubulaire se déploie sur une murale en béton coloré. |                                                            |
| Georges-Vanier                     | Orange               | Dernuet, Michel                                                      | Un arbre dans le parc                             | 1980       | Béton                                             | Intégration à l'architecture d'un arbre stylisé servant de support à l'éclairage. |                                                            |
| Henri-Bourassa                     | Orange               | Collectif d'enfants de Montréal                                      | Les enfants dans la ville                         | 1980       | Ciment                                            | Murale constituée de 330 blocs de ciment coulés à partir de bas-reliefs en terre modelée, créés par des enfants, sur les thèmes de l'habitation, des citoyens, des parcs et des transports.                                          |                                                            |
| Henri-Bourassa                     | Orange               | Huet, Jacques                                                        | Réveil de la conscience par la solitude           | 1983       | Béton coulé                                       | Cette œuvre présente l'évolution de deux figures de l'espace négatif vers le positif. |                                                            |
| Henri-Bourassa                     | Orange               | Léonard, André                                                       | Le potager et Les vents                           | 1980       | Terre cuite                                       | Deux murales constituées d'éléments imbriqués en terre cuite. |                                                            |
| Henri-Bourassa                     | Orange               | Morgenthaler, Axel                                                   | .98                                               | 2007       | Acier inoxydable, diodes électroluminescentes     | Deux murales constituées de 98 diodes lumineuses à trois couleurs projettent divers motifs. |                                                            |
| Honoré-Beaugrand                   | Verte                | Mousseau, Jean-Paul                                                  | Murales                                           | 1976       | Céramique                                         | Deux murales constituées de carrés de céramique bleus et rouges se répondent de chaque côté des quais. |                                                            |
| Jean-Drapeau                       | Jaune                | De Almeida, Charters                                                 | La ville imaginaire                               | 1997       | Granit                                            | Offerte par Metropolitano de Lisboa, l'œuvre mesure 19 m de haut et évoque les gratte-ciel d'une ville imaginaire. Trop imposante pour une station de métro, la STM en a fait don à la ville qui l'a installée au parc Jean-Drapeau. |                                                            |
| Jean-Drapeau                       | Jaune                | Dumontier, Jean                                                      | Murales                                           | 1967       | Béton peint                                       | Il s'agit de quatre murales sur les quais évoquant le thème de l'Exposition universelle de 1967, Terre des Hommes et représentant Atlas, personnage de la mythologie grecque.                                                        |                                                            |
| Jean-Talon                         | Orange, bleue        | Bricault Klein, Judith                                               | Murale                                            | 1986       | Acier émaillé                                     | Murale constituée de panneaux d'acier de couleur et évoquant l'activité et l'achalandage de la station. |                                                            |
| Jean-Talon                         | Orange, bleue        | Sauvé, Gilbert                                                       | Murales                                           | 1986       | Béton préfabriqué, béton polymère                 | Murales installées sur les quais de la ligne bleue constituées chacune de 12 panneaux de béton préfabriqué et indiquant la direction des rames du métro.                                                                             |                                                            |
| Jean-Talon                         | Orange, bleue        | Pocreau, Yann                                                        | Correspondances                                   | 2015       | Impression sur aluminium                          | Rectangles superposés aux couleurs des lignes du métro sur fond de plans et du premier recensement effectué par Jean Talon. |                                                            |
| Jolicoeur                          | Verte                | Boucher, Claude                                                      | Cercles                                           | 1978       | Céramique                                         | L'œuvre est formée de 42 triangles orangés en céramique insérés dans des cercles noirs et disposés sur le sol des quais. |                                                            |
| Jolicoeur                          | Verte                | Chloé Desjardins                                                     | Perspective                                       | 2022       | Sculpture en acier                                | Les deux faces distinctes opposent la transparence et l’opacité et intègrent des éléments qui rappellent l'architecture de la station.                                                                                               |                                                            |
| Joliette                           | Verte                | Raby, Marcel                                                         | Murale                                            | 1978       | Verre, résine, acier inoxydable                   | Murale formée de motifs de verre translucide et coloré, évoquant les planètes du système solaire, la Terre étant au milieu. |                                                            |
| Langelier                          | Verte                | Daudelin, Charles                                                    | Grilles sculpturales                              | 1976       | Acier inoxydable                                  | Sculpture constituée de paravents ajourés en métal camouflant les puits de ventilation. |                                                            |
| LaSalle                            | Verte                | Gnass, Peter                                                         | Murale                                            | 1978       | Acier inoxydable                                  | L'œuvre est une imposante structure en acier inoxydable reflétant la lumière et les mouvements des usagers. |                                                            |
| LaSalle                            | Verte                | Tremblay-Gillon, Michèle                                             | Murale                                            | 1976       | Béton peint                                       | Intégrée à l'architecture de la station, l’œuvre se compose de formes rouges, violettes et vertes le long des murs. |                                                            |
| Lionel-Groulx                      | Orange, Verte        | Rifesser, Joseph                                                     | L’arbre de vie                                    | 1978       | Bois sculpté                                      | L'œuvre symbolise les cinq grandes familles humaines qui peuplent la Terre. |                                                            |
| Lionel-Groulx                      | Orange, Verte        | Roy, Yves                                                            | Murales                                           | 1978       | Acier inoxydable                                  | Deux murales en acier réfléchissant l'activité sur les quais. |                                                            |
| Longueuil–Université-de-Sherbrooke | Jaune                | Dumontier, Jean                                                      | Murales                                           | 1967       | Béton                                             | Des lignes en angle et continues gravées dans le béton se recoupent le long des murs des quais. |                                                            |
| Lucien-L'Allier                    | Orange               | Besner, Jean-Jacques                                                 | Grille sculpturale                                | 1980       | Aluminium                                         | Une grille stylisée en aluminium camoufle une bouche de ventilation. |                                                            |
| McGill                             | Verte                | Savoie, Maurice                                                      | Murales                                           | 1966       | Terre cuite                                       | Murales en terre cuite évoquant des formes stylisées d’animaux, de fleurs et de feuilles. |                                                            |
| McGill                             | Verte                | Sollogoub, Nicolas                                                   | La vie à Montréal au XIXe siècle                  | 1974       | Verre antique                                     | Cinq verrières présentent des scènes de la vie Montréalaise au XIXe siècle. Œuvre offerte par la Macdonald Tobacco. |                                                            |
| McGill                             | Verte                | Purdy, Richard et Hébert, François                                   | C’est sur le sol qu’on prend appui pour s’envoler | 1991       | Matériaux divers, blocs de verre                  | Un plan précis à vol d'oiseau de la ville de Montréal protégé par des blocs de verre. |                                                            |
| McGill                             | Verte                | MacDonald, Murray                                                    | Passūs                                            | 1991       | Verre, acier                                      | L'œuvre repose sur le passus, ancienne unité de mesure romaine correspondant à environ 150 cm. Elle évoque une cathédrale gothique et les panneaux s'animent d’éclats lumineux aléatoires.                                           |                                                            |
| Monk                               | Verte                | Bergeron, Germain                                                    | Pic et Pelle                                      | 1978       | Acier peint                                       | Deux hautes sculptures stylisées représentant deux ouvriers rendent hommage aux milliers de travailleurs qui ont construit le métro de Montréal.                                                                                     |                                                            |
| Mont-Royal                         | Orange               | Daudelin, Charles                                                    | Bandes verticales                                 | 1966       | Aluminium                                         | L'œuvre intègre des bancs en brique, délimités par des bandes sculptées verticales. |                                                            |
| Mont-Royal                         | Orange               | Purdy, Richard et Hébert François                                    | Tango de Montréal                                 | 2000       |                                                   | Murale extérieure reproduisant un poème de Gérald Godin. |                                                            |
| Montmorency                        | Orange               | Rochette, Hélène                                                     | Les fluides                                       | 2007       | Aluminium                                         | Quatre sculptures colorées ponctuent le trajet d’entrée et de sortie du métro. |                                                            |
| Namur                              | Orange               | Granche, Pierre                                                      | Système                                           | 1984       | Aluminium                                         | L'œuvre est composée de 28 modules en aluminium poli formés de 12 hexagones et de 6 carrés, structurés de manière à servir de support à l'éclairage de la mezzanine.                                                                 |                                                            |
| Outremont                          | Bleue                | Poissant, Gilbert                                                    | Murale                                            | 1988       | Terre cuite émaillée                              | Murale formée d'éléments en terre cuite reproduisant des motifs architecturaux du quartier. |                                                            |
| Papineau                           | Verte                | Cartier, Jean et Juhasz, George                                      | Les Patriotes de 1837-1838                        | 1968       | Acier émaillé                                     | Trois murales consacrées à l'histoire des Patriotes de 1837-1838 dont une dédiée à Louis-Joseph Papineau, un des meneurs de la rébellion.                                                                                            |                                                            |
| Papineau                           | Verte                | De Broin, Michel                                                     | Révolutions                                       | 2003       | Aluminium                                         | Située a l’extérieur, cette sculpture évoque les escaliers courbes des rues de Montréal. |                                                            |
| Parc                               | Bleue                | Desjardins, Huguette                                                 | Revêtements muraux                                | 1987       | Acier émaillé                                     | Murales distribuées dans toute la station, formées de bandes verticales, colorées et plissées, et de lignes ondulantes. |                                                            |
| Parc                               | Bleue                | Sarrasin, Claire                                                     | Métamorphose d’Icare                              | 1987       | Acrylique, soie, cristaux liquides                | Sculpture évoquant une aile, un arc-en-ciel et le rêve d'Icare de voler. |                                                            |
| Peel                               | Verte                | Mousseau, Jean-Paul                                                  | Cercles                                           | 1966       | Céramique                                         | Des lunes composées de lamelles de céramique vernissée et vivement colorées sont disposées partout dans la station, tant sur les murs que sur le sol.                                                                                |                                                            |
| Pie-IX                             | Verte                | Bonet, Jordi                                                         | Citius, Altius, Fortius                           | 1976       | Béton, aluminium                                  | Située à proximité du site olympique, la murale évoque la devise des athlètes, Citius, Altius Fortius (« Plus vite, plus haut et plus fort »).                                                                                       |                                                            |
| Pie-IX                             | Verte                | Raby, Marcel                                                         | Grille sculpturale                                | 1976       | Acier peint                                       | L'œuvre est une intégration à l'architecture et camoufle une bouche de ventilation. Elle est composée de plaques verticales et de tubes aux couleurs olympiques.                                                                     |                                                            |
| Pie-IX                             | Verte                | Raby, Marcel                                                         | Murale                                            | 1976       | Bronze                                            | Murale en bronze représentant les anneaux olympiques. |                                                            |
| Pie-IX                             | Verte                | Raby, Marcel                                                         | Murale                                            | 1976       | Béton, céramique                                  | Murale constituée de cercles en béton pointillées d'éléments en céramique évoquant les participants olympiques. |                                                            |
| Place-d'Armes                      | Orange               | Lucca, Adrien                                                        | Soleil de minuit                                  | 2017       | Verre antique, acier, diodes électroluminescentes | Offert par Bruxelles Mobilité. 14 vitraux rétro-éclairés représentent différents moments du lever du soleil de Bruxelles le jour du solstice d’été 2015.                                                                             |                                                            |
| Place-des-Arts                     | Verte                | Back, Frédéric                                                       | Histoire de la musique à Montréal                 | 1967       | Verre peint rétroéclairé, fer forgé               | Murale en verre évoquant l'histoire de la musique à Montréal des débuts jusqu'à l'époque contemporaine. On y retrouve des musiciens déterminants comme Calixa Lavallée, Guillaume Couture, Alexis Contant et Emma Albani.            |                                                            |
| Place-des-Arts                     | Verte                | Mosaika Art & Design                                                 | Mosaïque                                          | 2005       | Céramique, aluminium                              | Une grille métallique ajourée dévoile une mosaïque abstraite réalisée par l'artiste Saskia Siebrand. |                                                            |
| Place-Saint-Henri                  | Orange               | De Tonnancour, Jacques                                               | Sculpture                                         | 1980       | Aluminium, acier peint, acier inoxydable          | L'œuvre est une sculpture mobile composée de six cylindres tronqués en aluminium rattachés à une tige d'acier verticale qui traverse la mezzanine.                                                                                   |                                                            |
| Place-Saint-Henri                  | Orange               | Hébert, Julien                                                       | Bonheur d’occasion                                | 1980       | Brique vernissée                                  | Murale en brique vernissée affichant les mots Bonheur d'occasion en hommage au roman du même nom de l'écrivaine Gabrielle Roy qui a habité le quartier.                                                                              |                                                            |
| Place-Saint-Henri                  | Orange               | Vincent, Joseph-Arthur                                               | Jacques Cartier                                   | 1893, 2001 | Cuivre, bois                                      | Sculpture en hommage au découvreur du Canada, Jacques Cartier. Elle est restaurée et installée dans la station en 2001 pour la protéger des intempéries.                                                                             |                                                            |
| Saint-Laurent                      | Verte                | Vermette, Claude                                                     | Murale                                            | 1966       | Céramique                                         | Douze murales en tuiles de céramique vernissée ornent les murs des quais. |                                                            |
| Saint-Michel                       | Bleue                | Cardinal, Marcelin; Lemay, Charles; Marois, Lauréat; Moffat, Normand | Murales                                           | 1986       | Panneaux de fibrociment peints, blocs de verre    | Quatre œuvres par quatre peintres sont disposées sur les quais et protégées par des blocs de verre qui rappellent l'architecture du quartier.                                                                                        |                                                            |
| Sherbrooke                         | Orange               | Bastien, Gabriel et Vau, Andrea                                      | Mosaïque                                          | 1969       | Marbre vénitien                                   | Murale en mosaïque dédiée à la Société Saint-Jean-Baptiste. |                                                            |
| Sherbrooke                         | Orange               | Merola, Mario                                                        | Horizons                                          | 1971       | Porphyre                                          | Murale circulaire en porphyre orange ornée de motifs. |                                                            |
| Sherbrooke                         | Orange               | Merola, Mario                                                        | Rivières                                          | 1974       | Brique                                            | Vaste murale composée de motifs en brique à même le mur. |                                                            |
| Snowdon                            | Orange, Bleue        | Beaulieu, Jean-Louis                                                 | Grilles sculpturales                              | 1981       | Acier peint                                       | Une grille stylisée de lames d'acier, évoquant des feuillages, camoufle une bouche de ventilation. |                                                            |
| Snowdon                            | Orange, Bleue        | Guité, Claude                                                        | Les quatre saisons                                | 1981       | Panneaux de fibrociment peints, verre trempé      | Quatre murales réparties sur les quais évoquent les quatre saisons. |                                                            |
| Square-Victoria–OACI               | Orange               | Guimard, Hector                                                      | Entourage d’accès                                 | 1900, 1967 | Fonte et pierre de Comblanchien                   | Offert par la Régie autonome des transports parisiens (RATP) en 1966. Restauré en 2003. Authentique « bouche » du métro de Paris,.                                                                                                   |                                                            |
| Square-Victoria–OACI               | Orange               | Mousseau, Jean-Paul                                                  | Murale                                            | 1976       | Plastique laminé, verre trempé                    | Alternance de 11 panneaux de plastique laminé verticaux jaunes et verts et décorés d'un motif triangulaire stylisé qui semble indiquer une direction.                                                                                |                                                            |
| Square-Victoria–OACI               | Orange               | Savoie, Robert                                                       | Kawari Kabuto                                     | 1987       | Acier Corten                                      | Deux murales en acier décorées de lignes courbes et inspirées des casques décoratifs des guerriers samouraïs. |                                                            |
| Université-de-Montréal             | Bleue                | Léonard, André                                                       | Murales                                           | 1988       | Terre cuite                                       | Deux murales en éléments de terre cuite, dont une évoque l'air, l'eau, le feu et la terre |                                                            |
| Vendôme                            | Orange               | Ferron, Marcelle                                                     | Verrière et sculpture                             | 1981       | Verre antique, acier inoxydable                   | L'œuvre combine une sculpture qui se déploie en spirale et reflète la lumière et les couleurs de la verrière située derrière. |                                                            |
| Vendôme                            | Orange               | Bernatchez, Patrick                                                  | Trois mosaïques                                   | 2021       | Céramique                                         | Série de trois mosaïques en tons de bleu présentant des images photographiques, situées dans le nouvel édicule et le tunnel vers le CUSM.                                                                                            |                                                            |
| Verdun                             | Verte                | Lamarche, Antoine                                                    | Bas-reliefs                                       | 1978       | Béton cannelé                                     | Murale gravée d'un jeu de lignes horizontales, verticales et obliques à même le béton. |                                                            |
| Viau                               | Verte                | Mousseau, Jean-Paul                                                  | Opus 74                                           | 1976       | Céramique                                         | Murale fabriquée de carreaux de céramique turquoise et jaune, évoquant le mât du stade et la flamme olympique. |                                                            |
| Villa-Maria                        | Orange               | Léonard, André                                                       | Cercles                                           | 1981       | Béton polymère, acier inoxydable                  | Deux murales constituées de cercles en béton polymère colorée évoquant des cadrans en rotation. |                                                            |

| Station                        | Ligne         | Artiste             | Œuvre            | Date | Matériau              | Commentaire                                                                                    | Image |
| ------------------------------ | ------------- | ------------------- | ---------------- | ---- | --------------------- | ---------------------------------------------------------------------------------------------- | ----- |
| De la Savane                   | Orange        |                     | Sculpture-grille | 1984 | Acier galvanisé       | Grille de protection dont les barreaux sont de longueur variable.                              |       |
| Garage Angrignon               | Verte         | Mousseau, Jean-Paul | Murales          | 1977 | Acier galvanisé peint | L’œuvre recouvre d'un gradient de couleur la façade du garage. Le seul du réseau en extérieur. |       |
| Poste de redressement Decelles | Bleue         | Klukvine, Nicolas   | Sculpture-grille | 1982 | Acier peint           | Grille de protection dont les barreaux sont tordus.                                            |       |
| Snowdon                        | Orange, bleue |                     | Sculpture-grille | 2015 | Acier inoxydable      | Grille de protection à motifs. Installé avec l'agrandissement du bâtiment annexe à la station. |       |

## Œuvres temporaires
| Station              | Ligne         | Artiste              | Œuvre             | Matériau                | Commentaire | Image |
| -------------------- | ------------- | -------------------- | ----------------- | ----------------------- | --- | ----- |
| Festival MURAL. 2016 |               |                      |                   |                         | |       |
| Saint-Laurent        | Verte         | Maser                | Murale            | Panneaux de bois peints | Édicule de la station recouvert par des panneaux peints de formes géométriques colorés.                                               |       |
| Œuvres déplacées     |               |                      |                   |                         | |       |
| McGill               | Verte         | McAvoy, Kelvin       | James McGill      | Tapisserie              | Déménagé à la bibliothèque McLennan de l’université McGill.                                                                           |       |
| Snowdon              | Orange, bleue | Beaulieu, Jean-Louis | Sculpture-portail | Fer peint               | Portail aux barreaux courbes. Déplacé en 2014 du bâtiment annexe à l’intérieur de la station lors de la rénovation de cette dernière. |       |